# Perizoma anguliferata
Perizoma anguliferata är en fjärilsart som beskrevs av J. Peter Maassen 1890. Perizoma anguliferata ingår i släktet Perizoma och familjen mätare. Inga underarter finns listade i Catalogue of Life.